# جامعة ميزوري للعلوم والتكنولوجيا
جامعة ميزوري للعلوم والتكنولوجيا (Missouri University of Science and Technology)، أو Missouri S&T، هي جامعة بحثية عامة تقع في رولا، ميزوري. وهي جزء من نظام جامعة ميزوري. يدرس معظم طلابها البالغ عددهم 8,096 (خريف 2019) الهندسة والأعمال والعلوم والرياضيات. تشتهر الجامعة في المقام الأول بكلية الهندسة التابعة لها، وتقدم برامج للحصول على درجات علمية في أنظمة الأعمال والإدارة، علوم وتكنولوجيا المعلومات، العلوم، العلوم الاجتماعية والإنسانية، والفنون.

## التاريخ

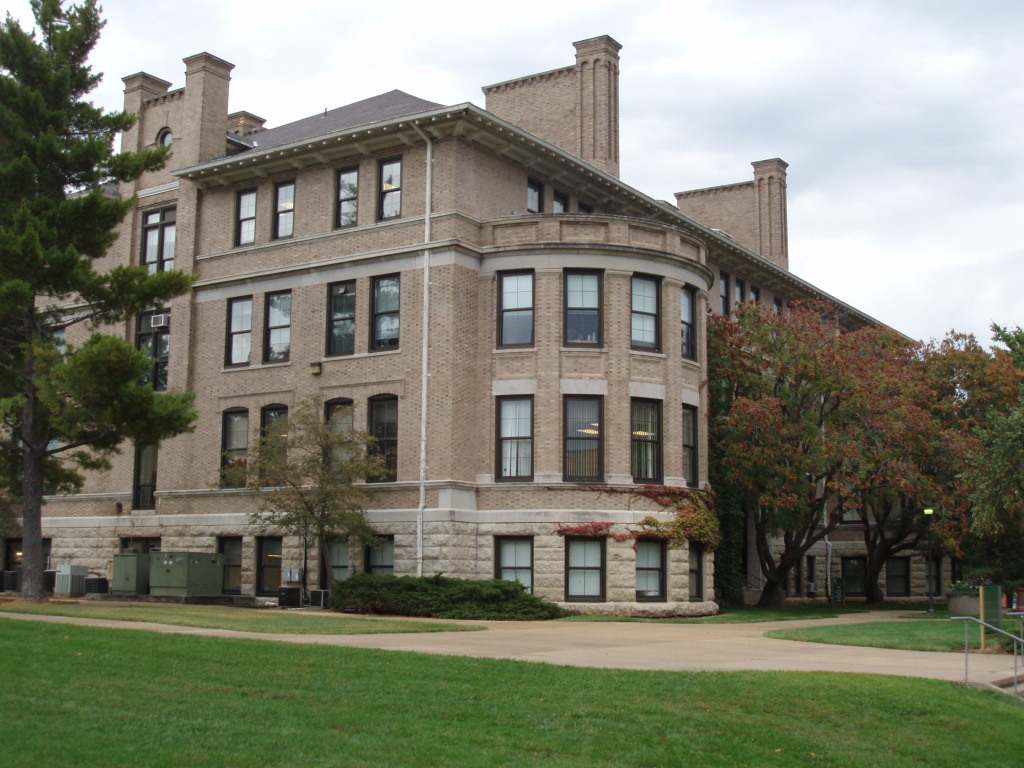
قاعة نوروود، من الجنوب الغربي

تأسست الجامعة في عام 1870 باسم كلية ميزوري للمناجم وعلم المعادن (Missouri School of Mines and Metallurgy)، وتُختصر بـ MSM، وهي أول مؤسسة تعليمية تقنية في غرب نهر المسيسيبي. في وقت مبكر من تاريخها، ركزت الكلية بشكل أساسي على التعدين وعلم المعادن. تقع الجامعة في مدينة رولا بالقرب من منطقة جنوب شرق ولاية ميزوري التي تنتج حوالي 70٪ من الإمداد الأولي للولايات المتحدة من الرصاص بالإضافة إلى كميات كبيرة من الزنك.
تأسست الكلية تحت إشراف جامعة ميزوري في كولومبيا، وذلك من أجل الاستفادة من الحصول على أرض بموجب تشريع منح أرض موريل الذي يمنح أراضي لتأسيس الكليات. منح القانون ولاية ميزوري وقف عبارة عن قطعة أرض (كانت مملوكة للحكومة الفيدرالية) بمساحة 30 ألف فدان لكل عضو من أعضاء مجلس الشيوخ بالولاية وتسع ممثلين للولاية، أي قطعة أرض بمساحة 330 ألف فدان (133.5 هكتار)، وأُعلن أن الأرض لا يمكن بيعها بأقل من 1.25 دولار، أي أن الهبة بلغت 412,500 دولار.
قبل تأسيسها، وقبل تأسيس جامعة ميزوري في كولومبيا، كان هناك نقاش حاد في الولاية حول موقع وعدد الكليات، قبل أن يتم الاتفاق أخيرًا على وجود كلية واحدة في كولومبيا وفرع لها في منطقة التعدين في جنوب شرق ميزوري.
لاختيار المدينة التي ستبنى فيها الجامعة في جنوب شرق ميزوري، تقدمت مقاطعة آيرون (مدينة آيرونتون) ومقاطعة فيلبس (مدينة رولا) بعطاءات للمزايدة. قُدِّر عرض مقاطعة آيرون بـ 112,545 دولار في حين بلغ عرض مقاطعة فيلبس 130,545 دولار، لذا تمت الموافقة رسميًا على عرض مقاطعة فيلبس في 20 ديسمبر 1870 لتكون الجامعة في مدينة رولا وباسم جامعة ميزوري للمناجم وعلم المعادن.

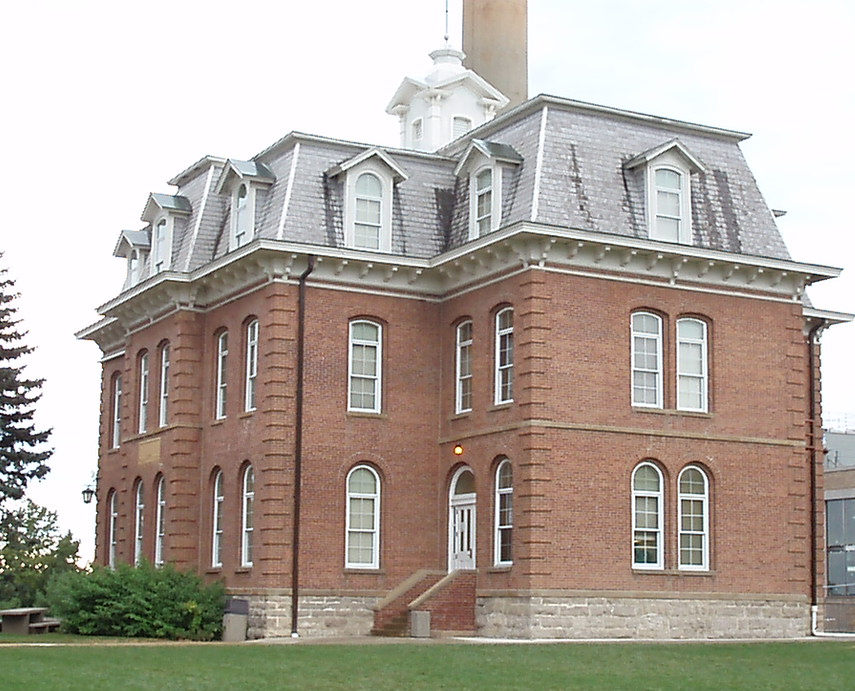
مبنى رولا (2008)

بدأ الصف الدراسي الأول في 23 نوفمبر 1871 في مبنى جديد كانت مدينة رولا قد شيّدته. في عام 1874 بلغ عدد المسجلين بالكلية 28 طالب وثلاثة خريجين. اشترت الكلية ما يسمى الآن «مبنى رولا» مقابل 25,000 دولار في يناير 1875. يستخدم هذا المبنى الآن كمكتبة قسم الرياضيات والإحصاء، وكمكاتب لأعضاء هيئة التدريس بعد تجديد بقيمة 2 مليون دولار في عام 1995.
بحلول العشرينات من القرن الماضي، توسعت الكلية في الهندسة المدنية والكهربائية والميكانيكية والكيميائية بالإضافة إلى الكيمياء والفيزياء والرياضيات والجيولوجيا. أصبحت الكلية موطنًا لأول مفاعل نووي مُشغل في ميزوري في عام 1961.
في يونيو 2018، تمت الموافقة على تصنيف الكلية من قبل مجلس تنسيق التعليم العالي بالولاية أنها «انتقائية للغاية» في معايير القبول في المرحلة الجامعية، وهي واحدة من جامعتين حكوميتين لى مستوى الولاية التي تم تصنيفها بهذا التصنيف إلى جانب جامعة ولاية ترومان.

### التغييرات في التسلسل الهرمي والاسم
حتى عام 1964، كانت الكلية تعتبر قسمًا خارجيًا تابعًا لكلية الزراعة والفنون الميكانيكية بجامعة ميزوري، وتقدم تقاريرها إلى الحرم الجامعي الرئيسي في كولومبيا. على هذا النحو، كان يُطلق على رئيسها في الأصل اسم مدير (1871-1941)، ثم عميد (1941-1964). في عام 1963، تم إنشاء نظام جامعة ميزوري بإضافة حرم جامعي مستقل في كل من جامعتي ميزوري في كانساس سيتي وسانت لويس. بعد مرور عام، تم تطوير الجامعة لتمتلك حرم جامعي مستقل بذاته، ومنحت جامعة ميزوري في رولا ورئيسها (مثل الجامعات الأخرى) لقب مستشار. تم توسيع المناهج لتشمل معظم تخصصات العلوم والهندسة، وكذلك العلوم الاجتماعية والفنون الحرة مثل علم النفس والتاريخ. في عام 1968، تم تغيير اسم الحرم الجامعي إلى جامعة ميزوري رولا. تم إضافة برامج الأعمال والإدارة بشكل تدريجي في السنوات التالية.
في 1 يناير 2008، أصبحت الجامعة معروفة باسم جامعة ميزوري للعلوم والتكنولوجيا أو اختصارًا ميزوري إس آند تي (Missouri S & T).
أثناء النقاش حول قضية تغيير الاسم، أشار مستشار الجامعة جون ف. كارني الثالث إلى أن جامعة رولا في عام 2007 كانت «واحدة من عدد قليل من جامعات البحث التكنولوجي في الولايات المتحدة. ويمكن تعريف جامعة البحث التكنولوجي على أنها جامعة يلتحق بها غالبية الطلاب في الهندسة أو العلوم أو الأعمال أو الرياضيات؛ وتكون برامج الدراسات العليا والبحث في تلك المجالات مكثفة؛ وأما البرامج الأكاديمية الاستثنائية في الفنون الحرة والعلوم الإنسانية والاجتماعية تكون بمثابة تدعيم وتوفر سياقًا للقوة التكنولوجية للمؤسسة».
وأشار مستشار الجامعة إلى أن أكثر من 70% من الملتحقين بها كانوا في أقسام الهندسة، وأن أكثر من 90% كانوا في الهندسة والأعمال والعلوم والرياضيات. وهي نسبة أعلى بكثير من كليات الهندسة البارزة في الولايات المتحدة مثل معهد ماساتشوستس للتكنولوجيا ومعهد جورجيا التقني ومعهد رينسيلار للفنون التطبيقية. وقال أن «اسم الجامعة لا يعكس الطابع المميز للحرم الجامعي. ففي كثير من الأحيان، يُنظر إلى جامعة رولا في ميزوري على أنها» فرع«نظرًا لاسمها أو حرم جامعي ملحق بجامعة ميزوري بكولومبيا». كما أشار إلى أن اختصار الجامعة باسم UMR هو نفس اختصار جامعة مينيسوتا روتشستر.
من بين الأسماء الأخرى التي تم أخذها في الاعتبار: جامعة ميزوري للعلوم والهندسة، جامعة ميوري التكنولوجية، وجامعة ميزوري للعلوم والهندسة.

### المستشارون
تغير هيكل إدارة الجامعة ليعكس التغييرات التي طرأت على مر السنين. يقدم الرئيس حاليًا تقاريره إلى نظام جامعة ميزوري.
يعيش المستشار في الحرم الجامعي في سكن المستشار (تم تشييده في عام 1889).
في أغسطس 2018، تم الإعلان عن لجنة بحث على مستوى البلاد لاختيار المستشار القادم. في مايو 2019، أُعلن أن الأستاذ محمد دهقاني من معهد ستيفنز للتكنولوجيا سيتقلد منصب المستشار للجامعة، وبدأ مدته في أغسطس 2019. شغل دهغاني سابقًا مناصب قيادية في مختبر لورانس ليفرمور الوطني، ومختبر الفيزياء التطبيقية، ومعهد الأنظمة بجامعة جونز هوبكنز. وهو مستشار الجامعة حتى الوقت الحالي.

### هبة بقيمة 300 مليون دولار
في أكتوبر 2020، تلقت الجامعة أكبر هبة فردية لأي جامعة، عامة أو خاصة، في ولاية ميزوري. كانت الهبة بقيمة 300 مليون دولار مقدمة من فريد كومر، أحد خريجي الجامعة، وزوجته جون كامر. من خلال الهبة، أنشأ فريد معهد كومر لنجاح الطلاب والبحث والتنمية الاقتصادية. وستخصص الهبة أيضًا لتأسيس كلية جديدة للابتكار وريادة الأعمال في الجامعة، بالإضافة إلى تطوير مجالات جديدة للبحث وتقديم المنح الدراسية والزمالات للطلاب.

### الخدمة العسكرية
لطالما كانت الخدمة العسكرية تقليدًا في الكلية. بدايةً من الحرب الأهلية الأمريكية، خدم الطلاب وأعضاء هيئة التدريس في جميع الصراعات الأمريكية الكبرى.

#### الحرب الأهلية
ثلاث أفراد؛ جيمس أبيرت، جورج د. إيمرسون، وروبرت و. دوتهات، خدموا في الحرب الأهلية الأمريكية وكأعضاء هيئة تدريس.

#### الحرب العالمية الأولى
عندما دخلت الولايات المتحدة الحرب العالمية الأولى في أبريل 1917، انضم 65 من أعضاء الجامعة والطلاب وأعضاء هيئة التدريس إلى الخدمة في معسكر تدريب الضباط الأوائل. توفى 9 منهم في الحرب تلقى رجلان وسام الخدمة المتميزة من الجنرال جون جي بيرشينج. أما أحد أعضاء الجامعة، وهو ه. ف. أليسون، فينسب له أنه الأول من أفراد قوة المشاة الأمريكية في إطلاق الطلقة الأولى في فرنسا.

#### سنوات الحرب
في عام 1920، بدأت الكلية في تشكيل مدرسة تدريب ضباط الاحتياط. وتم تأسيسها كجزء لا يتجزأ من الحياة الجامعية، وجعل نصف الطلاب على الأقل مدرسة تدريب ضباط الاحتياط جزءًا من مناهجهم الدراسية من عام 1924 إلى عام 1940. من بين 931 طالبًا مسجلين في عام 1940، كان هناك 534 طالبًا مسجلين في التدريب العسكري. حصل اثنان من الطلاب العسكريين من سنوات ما بين الحربين العالميتين على رتبة جنرال: بايرون إي بيبلز ووالتر بي ليبر، في عامي 1936 و 1940، على التوالي.

#### الحرب العالمية الثانية
بعد قصف بيرل هاربور، واجهت الجامعة تحدي رغبة عدد من الطلاب الالتحاق بالجيش للمشاركة في الحرب، وهو نفس الأمر الذي حدث في عام 1917. وشجعت الجامعة، خلال فترة إدارة كورتز لوز ويلسون (1941-42)، الطلاب على إنهاء تدريبهم وأخبروهم بأن هذا سيجعلهم أكثر فائدة للجيش.

## حرم الجامعة

### قاعة برتلسمير
تقع قاعة برتلسمير (Bertlsmeyer Hall) عند تقاطع شارع 11 وشارع ستايت. بدأ بناء قاعة برتلسمير في أبريل 2013. تم تسميتها على اسم جيمس إ. برتلسمير الذي تبرع بمبلغ 5 ملايين دولار لبنائها. تم الانتهاء من المبنى في أكتوبر 2014. القاعة هي مقر قسم الهندسة الكيميائية والهندسة الكيميائية الحيوية.

### مكتبة كورتز لوز ويلسون
تعد مكتبة كورتز لوز ويلسون (Curtis Laws Wilson) المكتبة الأكاديمية الرئيسية في الحرم الجامعي. وهي مُسماة على اسم كورتز لوز ويلسون الذي شغل منصب عميد الكلية من عام 1941 إلى عام 1963. الطابق الثالث في المكتبة هو منطقة دراسة هادئة بها غرف متعددة تشكّل دائرة حول المنطقة الرئيسية. يقع مركز الاستقبال الخاص بمكتب تكنولوجيا المعلومات في الطابق الأول. يقع مقهى Miner Break (حاليًا مقهى ستاربكس) في الطابق الأول.
الطابق السفلي من المكتبة منطقة دراسة هادئة، كما أنه مقر للعديد من منظمات الجامعة، ومن بينهم:
- مركز اتصالات الفيديو: يقدم خدمات الفيديو للجامعة ويعمل في إنتاج دورات التعليم عن بعد.[27]
- محطة راديو KMST: محطة إذاعية مرخصة في مدينة رولا بولاية ميزوري. في عام 2017، انتقل فريق العمل إلى جامعة ميزوري-سانت لويس.
- مركز الأبحاث-رولا للجمعية التاريخية لولاية ميزوري: يتيح الاطلاع على السجلات والأوراق المتعلقة بالأفراد والعائلات والمنظمات في المنطقة.[28]
- أرشيف الجامعة: يضم السجلات التاريخية والقانونية والثقافية للجامعة.[29] قاعة هاريس

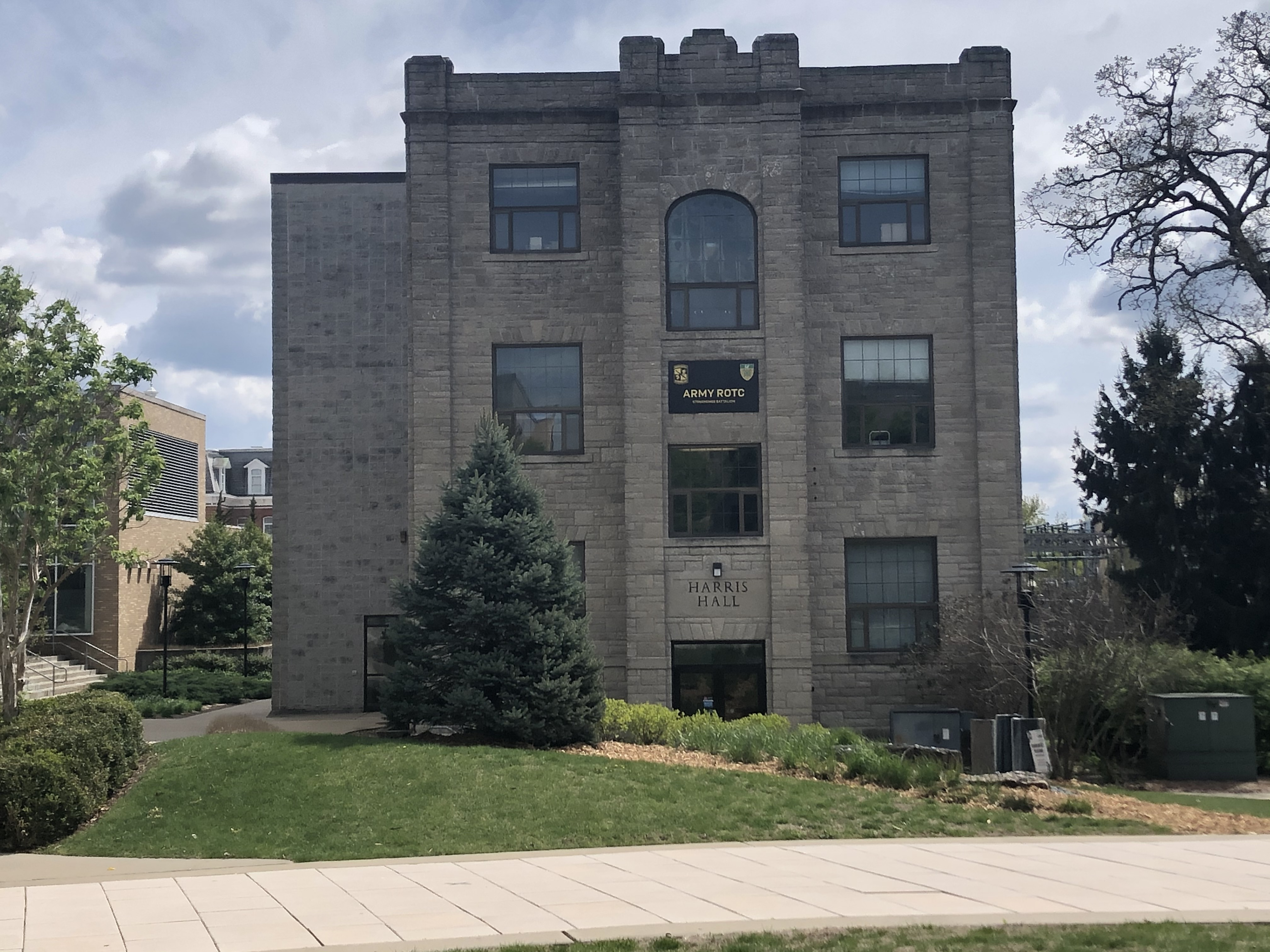
قاعة هاريس

### قاعة هاريس
افتتحت قاعة هاريس (Harris Hall) في عام 1940 بعد أن تمكن المدير ويليام تشيدسي من تأمين 80 ألف دولار من إدارة تقدم الأشغال و50 ألف دولار من الولاية. استضافت القاعة برنامج التخصص المدني لما يقرب من عقدين. تم تسمية المبنى على اسم Elmo Golightly Harris، أحد مديري الجامعة الأوائل، والذي درّس في أول فصل دراسي بعد إنشاء المبنى.

### منزل خريجي هاسلمان

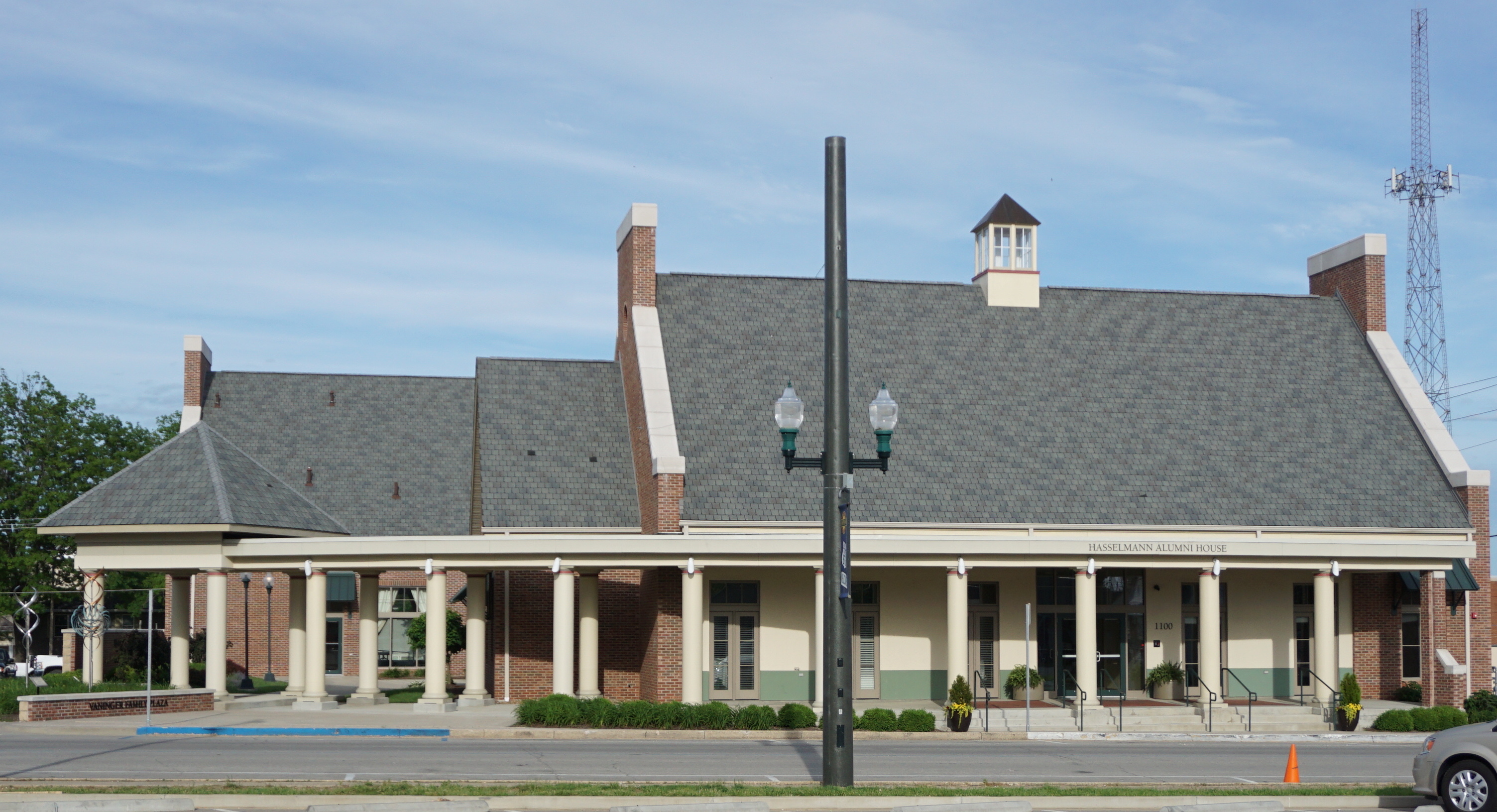
منزل خريجي هاسلمان

تم تخصيص منزل هاسلمان للخريجين (Hasselmann Alumni House) في عام 2015 ليكون مقرًا لرابطة خريجي التعدين (Miner Alumni Association) وكمكان تقام فيه فعاليات الحرم الجامعي المختلفة. تم تسميته على اسم كارل هاسلمان، وهو من خريجي الجامعة في هندسة التعدين عام 1925، وكانت له مسيرة مهنية بارزة في صناعة النفط. تم تأسيس رابطة خريجي التعدين في عام 1921 وتنشر مجلة Missouri S&T (المعروفة سابقًا باسم MSM Alumnus). ويتم اختيار أعضاء منزل هاسلمان عبر الخريجين والعاملين في الجامعة عبر اختيارهم أكاديميين متخصصين لينتخبوا الأعضاء الذين يقدمون إسهامات بارزة في مجالهم أو في الأنشطة الجامعية. والمجموعات الأساسية التي تقوم بدور استشاري هي أكاديمية المهندسين الكيميائيين، أكاديمية المهندسين المدنيين، أكاديمية علوم الكمبيوتر، أكاديمية الهندسة الكهربائية وهندسة الحاسبات، أكاديمية الإدارة الهندسية، أكاديمية مهندسي الميكانيكيا وعلوم الفضاء، أكاديمية ألعاب القوى، وأكاديمية المناجم والمعادن.

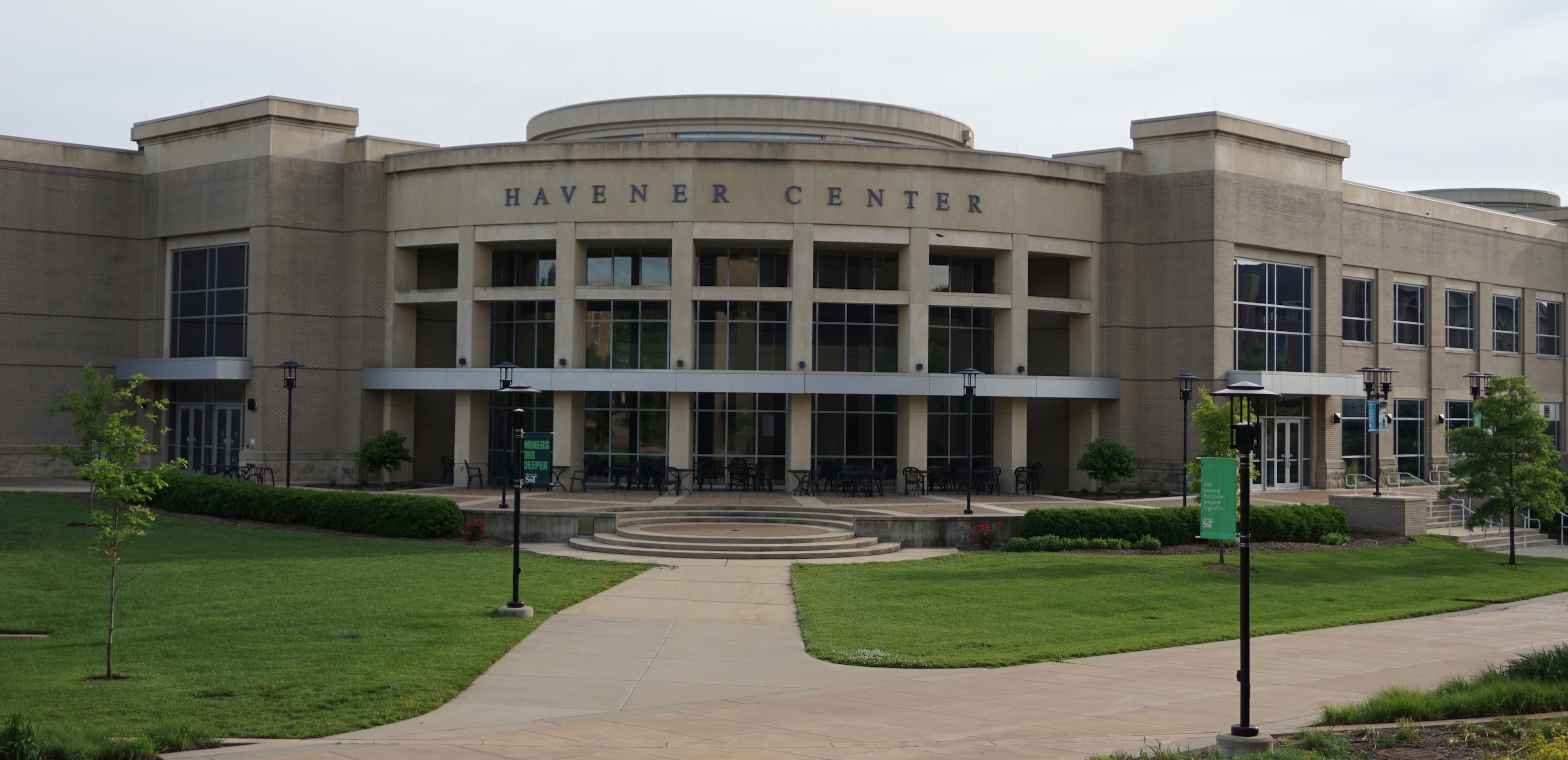
مركز هافنر

### مركز هافنر
مركز هافنر هو مركز حرم جامعي متعدد الأغراض للعديد من الأنشطة الحياتية. سمي باسم رجل الأعمال غاري هافينر، خريج عام 1962 في الرياضيات. تم تخصيصه في عام 2005 ليخدم مكاتب الحياة الطلابية ومكتبة الحرم الجامعي وقاعة الطعام وغرف الألعاب والاجتماعات.

### مسرح ليتش
يقع مسرح ليتش في قاعة كاسلمان ويتسع لـ 650 من الحضور. تم افتتاح المسرح في عام 1991 ويستضيف ما يقرب من 100 فعالية كل عام دراسي، بما في ذلك فعاليات الحرم الجامعي والعروض السياحية لمجموعات مثل أوركسترا سانت لويس السيمفوني، الباليه الوطني الروسي، بالإضافة إلى عروض مسرحيات برودواي مثل كاتس، إيفيتا، وشارع 42.

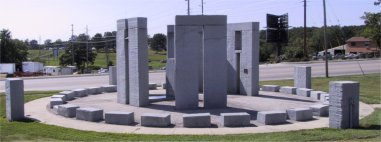
ستونهنج جامعة ميزوري للعلوم والتكنولوجيا

### ستونهنج جامعة ميزوري للعلوم والتكنولوجيا
ستونهنج جامعة ميزوري للعلوم والتكنولوجيا هو إعادة بناء جزئي لنصب ستونهنج الأثري الواقع في في جنوب إنجلترا. يوجد في الركن الشمالي الغربي من الحرم الجامعي، وتم افتتاحه في 20 يونيو 1984. استخدم حوالي 160 طناً من الجرانيت لبناءه. تم قطع الصخور بواسطة معدات قطع المياه النفاثة الخاصة بالجامعة.
بعد الانتهاء من البناء، حصلت الجامعة على جائزة من الجمعية الوطنية للمهندسين المحترفين لكونه أحد الإنجازات الهندسية العشر البارزة لعام 1985.

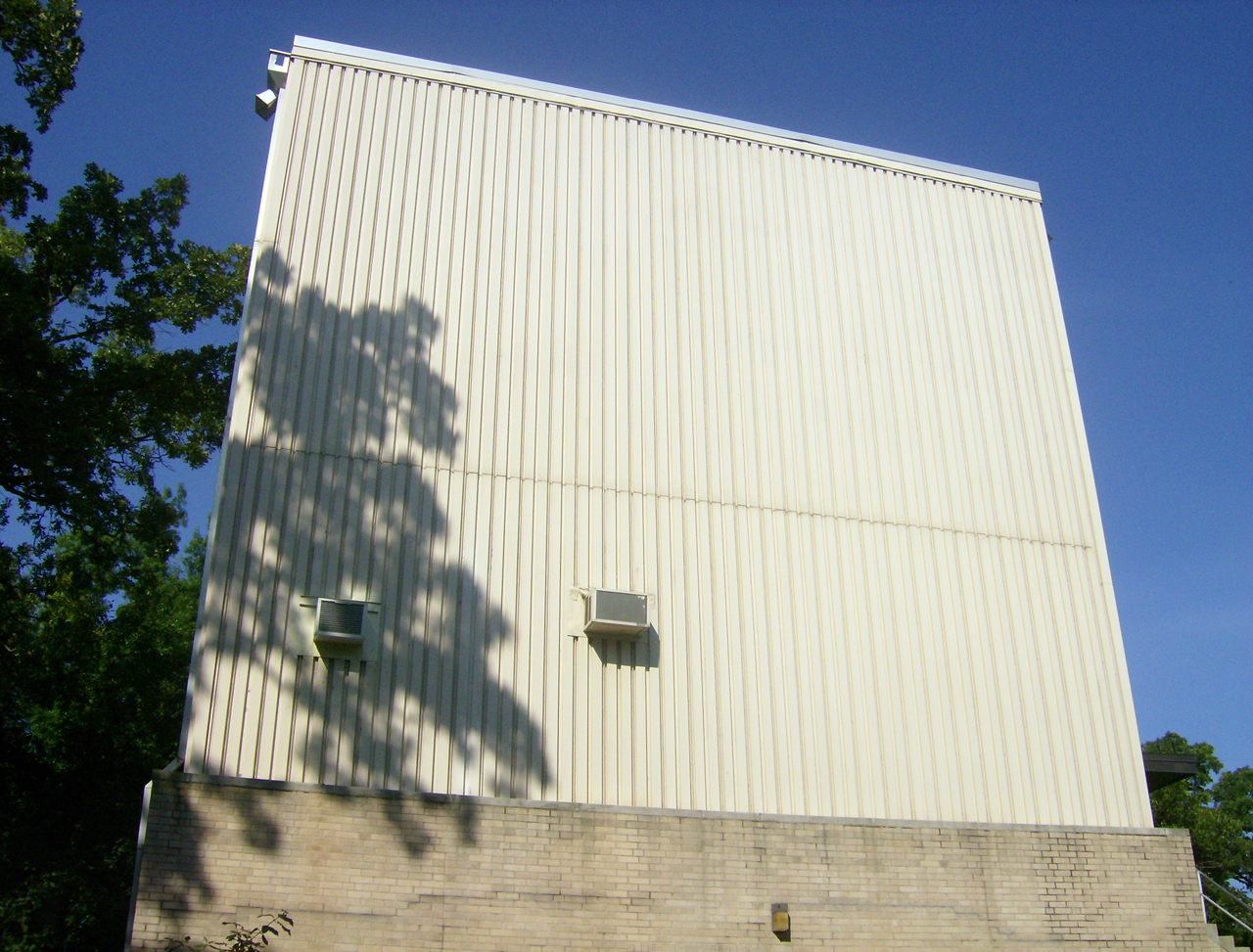
مفاعل جامعة ميزوري للعلوم والتكنولوجيا النووي

### المفاعل النووي
تدير الجامعة مفاعل نووي بقوة حرارية 200 كيلوواط للأغراض التعليمية والتدريبية والبحثية. تم تشغيله في عام 1961، وهو أول مفاعل نووي يتم تشغيله في ولاية ميزوري.

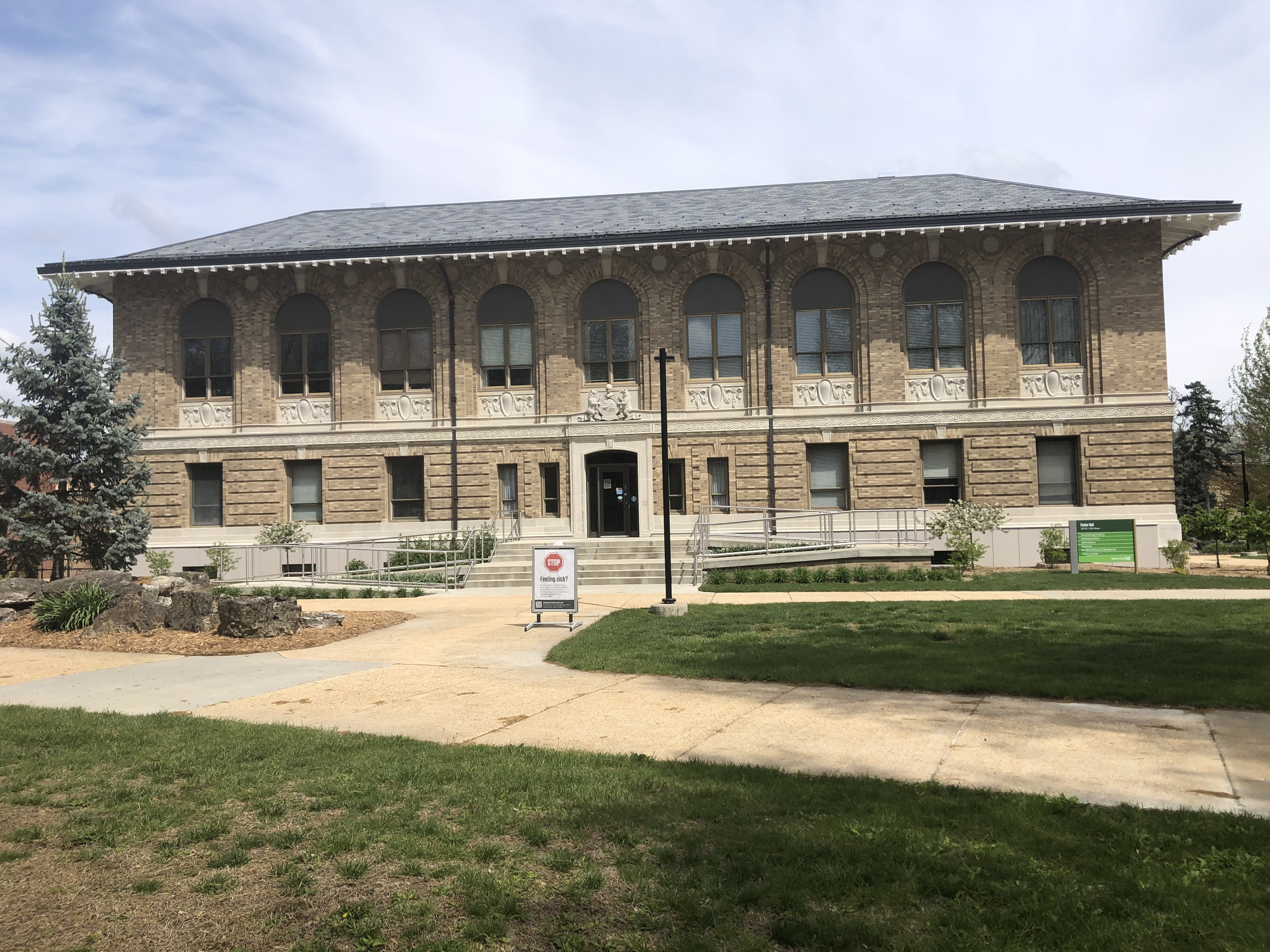
قاعة باركر

### قاعة باركر
تم الانتهاء من بناء قاعة باركر (Parker Hall) في عام 1912. كان المبنى يضم مكتبة الحرم الجامعي حتى افتتاح مكتبة كورتز لوز نيلسون. القاعة هي واحدة من المباني الثلاثة (مبنى رولا وقاعة نوروود هما المبنيان الآخران) القديمة في الجامعة والتي كانت موجودة في النصف قرن الأول لإنشاء الجامعة. اعتبارًا من أبريل 2021، تضم قاعة باركر مركز الزوار، مكتب القبول، عمليات التسجيل، المساعدة المالية للطلاب، المحاسبة والصرافة، وبعض المكاتب الإدارية.

### ذا باك
مبنى العفريت أو ذا باك (The Puck) هو مبنى دائري صغير يقع في وسط الحرم الجامعي. يتم استخدامه للعديد من الأحداث الطلابية، وينشط بشكل خاص خلال احتفالات يوم القديس باتريك.

### قاعة شرينك
قاعة شرينك (Schrenk Hall) هي خاصة بأقسام الكيمياء والعلوم الحيوية. كانت تعرف في الأصل باسم مبنى الكيمياء الجديد وتم بناؤه في عام 1940.

### القرية الشمسية

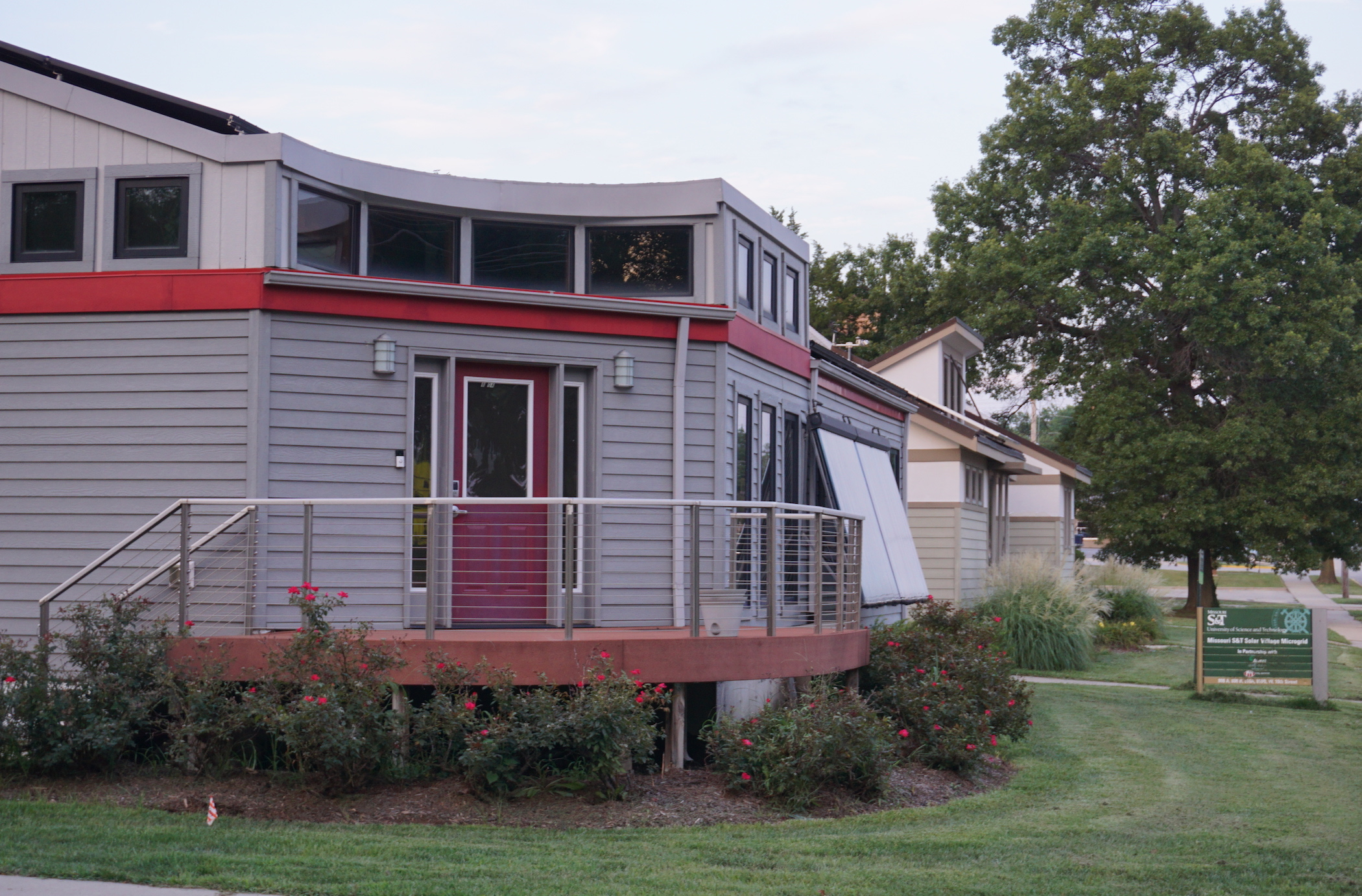
القرية الشمسية

تم افتتاح القرية الشمسية رسميًا في ديسمبر 2010،  وتتكون القرية الشمسية من أربع تصميمات قدمتها الجامعة في إطار منافسة تقيمها وزارة الطاقة الأمريكية. قام الطلاب والموظفون وأعضاء هيئة التدريس والمتبرعون في الجامعة بتصميم وبناء المنازل الأربعة وهي Solar House في 2002،  Prairie House في 2005،  Solar House في 2007،  و Show-Me House في 2009. في عام 2012، كانت القرية الشمسية واحدة من إثنتين من أبرز مقاطع الفيديو القصيرة التي نالت تقديرًا من قبل Second Nature وجائزة القيادة المناخية للحرم الجامعي. في عام 2014، تم توسيع القرية الشمسية لتشمل نظام شبكة صغيرة ومحطة شحن سيارات كهربائية، وفي عام 2016، أعلنت الجامعة عن قرية EcoVillage.

### مركز كومر

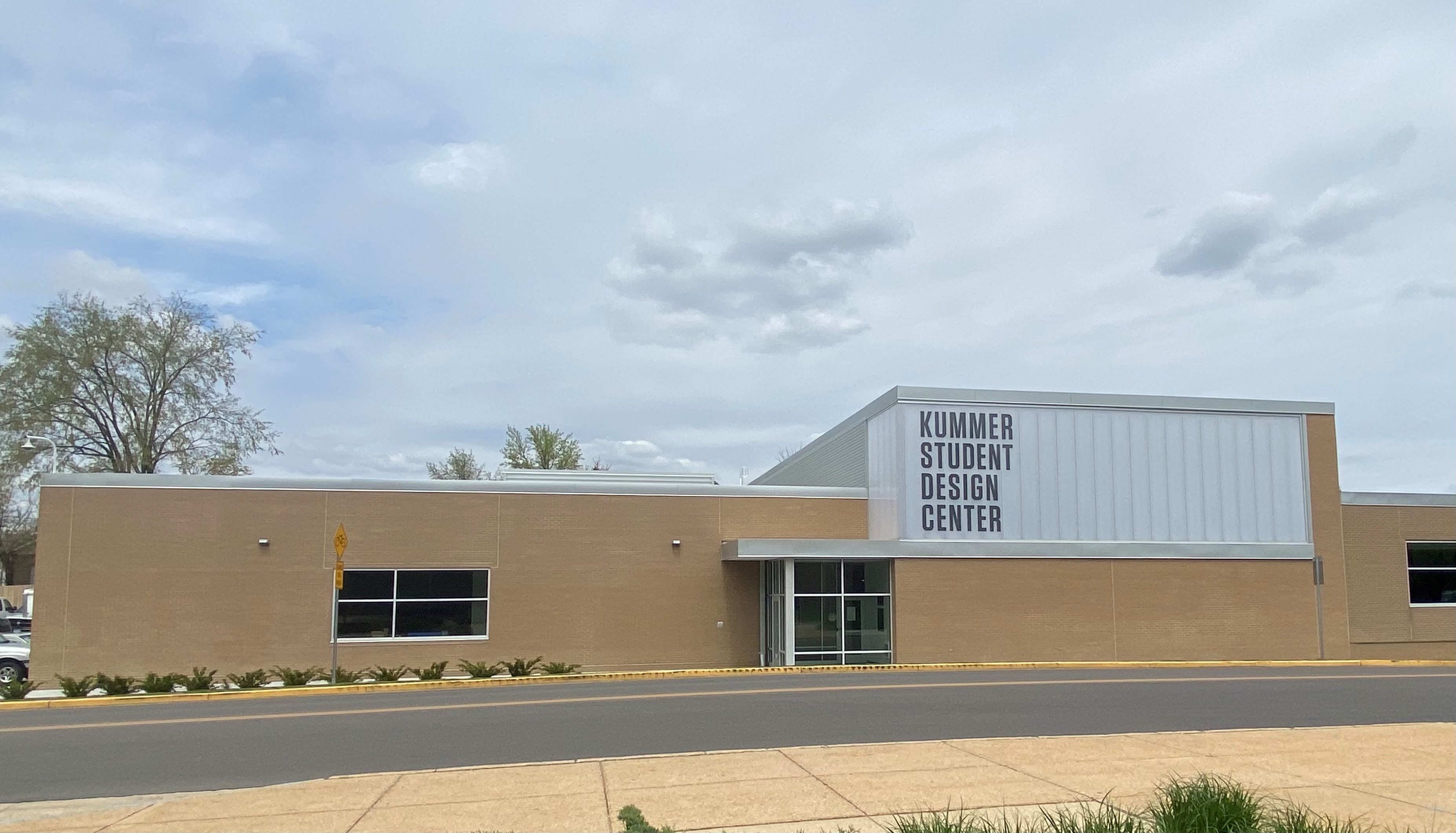
مركز تصميم كومر من الجنوب

تم افتتاح مركز كومر في 20 مايو 2011. تم تسميته على اسم فريد وجون كومر اللذين تبرعا بمبلغ 1.25 مليون دولار من المشروع البالغ 2.75 مليون دولار، والذي تم تمويله بالكامل من خلال هبات خاصة للجامعة. فريد كومر هو أحد خريجي الجامعة. كان مركز كومر في البداية بمساحة 23,000 قدم مربع (2,100 م2). كان المبنى يضم سابقًا مركز تسجيل الطلاب.
يحتوي المركز على مكاتب وقاعة اجتماعات ومتجر ماكينات ومختبرات ومختبر كمبيوتر ومختبر iGEM. يوجد عشرون من فرق التصميم بالجامعة داخله. هناك ما يقرب من متوسط إثني عشر طالبًا مشاركًا في فرق التصميم المذكورة، ولديهم إمكانية الوصول على مدار الساعة إلى المركز. يستخدم هؤلاء الطلاب خبراتهم في فرق التصميم للتعلم التجريبي المطلوب من الجامعة. مركز كومر للتصميم هو أيضًا موطن لشركة أغذية ومطاعم الوجبات السريعة Spoon Me.
في 26 أبريل 2019، أطلقت مركبة Mars Rover من تصميم فريق Mars Rover حجر الأساس لتوسيع مركز كومر للتصميم. أضاف التوسع 8,000 قدم مربع (740 م2). وكان أكبر المتبرعين للتوسع هم ريتشارد ونانسي أرنولد، وبرينكمان كونستركرس، وروجر وكارين لابود، وفريد كومر وزوجته جون.
مع بداية وباء كوفيد-19 ، استخدم الطلاب والموظفون مركز التصميم لصنع معدات الوقاية الشخصية والمرافق الطبية الأخرى. استخدم مركز التصميم طابعات ثلاثية الأبعاد لطباعة نموذج أولي لأقواس وأقنعة الوجه.

### المباني السابقة
- صالة جاكلنج الرياضية (Jackling Gymnasium): افتتحت في عام 1915 وسميت على اسم دانيل س. جاكلنج (Daniel C. Jackling)، وهو من خريجي الجامعة البارزين، وقد تبرع بمبلغ 1500 دولار لتطوير المجال الرياضي في الجامعة.[30] كانت صالة جاكلنج الرياضية عبارة عن مبنى من طابقين؛ كان الطابق الأول يحتوي على حمام سباحة وخزائن ملابس، بينما كان الطابق الثاني يحتوي على صالة للألعاب الرياضية.[30] يوجد معرض فوق صالة الألعاب الرياضية يحتوي على مقاعد لمشاهدة مباريات كرة السلة ومضمار للركض.[30] بعد نهاية الحرب العالمية الثانية، كان الصالة مسكنًا لما يقرب من عشرين طالب من الرياضيين وعاشوا في غرف حول المسبح وملعب كرة السلة.[30] أصبح هؤلاء الطلاب معروفين باسم "Jackling Jocks" وتم إيواؤهم في المبنى لمدة 15 عامًا.[30] في أغسطس 1965، أعلن عن قرار هدم الصالة الرياضية بسبب مخاوف تتعلق بالسلامة.[38] وقد تم القرار بالفعل وأصبح أول مبنى يتم هدمه في الجامعة.[38] وبنيت مكتبة كورتز لوز ويلسون على أنقاضه،[38] وفي عام 1969 تم تشييد مبنى رياضي بديل للصالة في عام 1969 وهو مبنى Gale Bulman.[30]
- مبنى الكيمياء القديم: تم بناؤه في عام 1885، وهو ثاني مبنى في الحرم الجامعي بعد مبنى رولا.[66] احترق مبنى الكيمياء القديم بالكامل عام 1969.[67]

## خارج الحرم الجامعي

### معمل التوافق الكهرومغناطيسي
يدعم معمل التوافق الكهرومغناطيسي (EMC) الأبحاث المتعلقة بهذا الاختصاص. اتحاد التوافق الكهرومغناطيسي بجامعة ميزوري للعلوم والتكنولوجيا هو شراكة واسعة بين مجموعة من شركات الإلكترونيات الرقمية الملتزمة بتمويل أبحاث التوافق الكهرومغناطيسي.

### منجم تجريبي
يقع منجم الحجر الجيري بالقرب من الحرم الجامعي الرئيسي ويستخدم لأنشطة التدريس والبحث في قسم هندسة التعدين. تغطي المرافق مساحة 25 فدان، وتشمل المنجم ومحاجر الدولوميت السطحية المجاورة. يدعم المنجم فرق الطلاب في المسابقات، مثل فريق الإنقاذ من المناجم، وحدث الهالوين "Haunted Mine" السنوي. تم استخدام المنجم من قبل الكلية منذ عام 1921.

### التصنيف والتقييم
من بين العديد من التصنيفات التي قُيمت بها الجامعة:
- تم تصنيف جامعة ميزوري للعلوم والتكنولوجيا في المرتبة الرابعة بين الجامعات الحكومية من حيث «العائد على الاستثمار، وفرص العمل، وفرص التدريب للطلاب» من قبل برينستون ريفيو. (2021) [77][78]
- تم تصنيف جامعة ميزوري للعلوم والتكنولوجيا في المرتبة الأولى لأفضل كلية في ميزوري من قبل SmartAsset «بمتوسط راتب مبدئي للخريجين الجدد يبلغ 67,300 دولار. تبلغ الرسوم الدراسية في الجامعة 9,246 دولارًا ويتلقى الطلاب في المتوسط 8,274 دولارًا في المنح الدراسية.» (2020)[79]
- تم تصنيف الجامعة في المرتبة 82 بين «أفضل كليات الهندسة للخريجين» من قبل يو إس نيوز آند وورد ريبورت (2019).[80][81]
- احتلت جامعة ميزوري للعلوم والتكنولوجيا المرتبة رقم 25 في «أفضل 25 كلية تركز على العلوم والتكنولوجيا والهندسة والرياضيات» من قبل مجلة فوربس. (2018)[82]
- احتلت الجامعة المرتبة الثالثة في «أفضل 10 أماكن للحصول على شهادة هندسة في الولايات المتحدة» من قبل USA Today . (2016)[83]
- صنفت بيزنس إنسايدر جامعة ميزوري للعلوم والتكنولوجيا في المرتبة الخامسة بين «أكثر الكليات التي لا تحظى بالتقدير الكافي في أمريكا». (2015)[84]

### الهيكل التنظيمي
تنقسم الجامعة إلى كليتين، تضم كل منهما أقسام متعددة.
تضم كلية الآداب والعلوم والأعمال (CASB) ثلاث عشر قسمًا:
- الآداب، اللغات، والفلسفة
- العلوم البيولوجية
- الأعمال وتكنولوجيا المعلومات
- الكيمياء
- الاقتصاد
- اللغة الإنجليزية والتواصل التقني
- الهندسة العالمية
- التاريخ والعلوم السياسية
- الرياضيات والإحصاء
- العلوم العسكرين
- الفيزياء
- العلوم الفيزيولوجية
- تعليم المدرس والاعتماد

تضم كلية الحاسبات والهندسة (CCE) عشر أقسام:
- الكيمياء والكيمياء الحيوية
- الهندسة المدنية، المعمارية، والبيئية
- علوم الحاسوب
- الهندسة الكهربية وهندسة الحاسوب
- الإدارة الهندسية وأنظمة الهندسة
- العلوم الجيولوجية، الهندسة الجيولوجية والبترولية
- علم المواد والهندسة
- الهندسة الميكانيكية وهندسة الطيران والفضاء الجوي
- التعدين وهندسة المتفجرات
- الهندسة النووية وعلم الإشعاع

## النشاط الرياضي
تُعرف فرق جامعة ميزوري للعلوم والتكنولوجيا الرياضية باسم المعدنون "Miners" ويشار إلى الفرق النسائية باسم "Lady Miners". يأتي الاسم من تاريخ الجامعة التي أنشأت في الأساس لتدريس علوم التعدين والمعادن. تتنافس الفرق الرياضية في ثلاثة عشر رياضة.

## الحياة الطلابية
هناك أكثر من 200 منظمة طلابية في جامعة ميزوري للعلوم والتكنولوجيا، بما في ذلك الاتحاد الطلابي والرابطات المتخصصة ومنظمات خدمة المجتمع والمجموعات الدينية والثقافية. ينشر طلاب الجامعة صحيفة ذا ميزوري ماينر (The Missouri Miner)، ويتم نشرها كل يوم خميس خلال فترة الدراسة بشكل مطبوع وكذلك تكون متاحة على الإنترنت، وقد تمت أرشفة رقمية لكل أعداد الصحيفة منذ الإصدار الأول في عام 1915. في فبراير 2007، هددت الصحيفة بمقاضاة الكلية لأن الجامعة قللت التمويل. بعد انقطاع لمدة عام دراسي واحد لأسباب عديدة بما في ذلك قطع التمويل، واصلت الصحيفة النشر في فصل الخريف من عام 2009.

يتولى طلاب البكالوريوس إصدار حولية الجامعة المسماة "RollaMo".

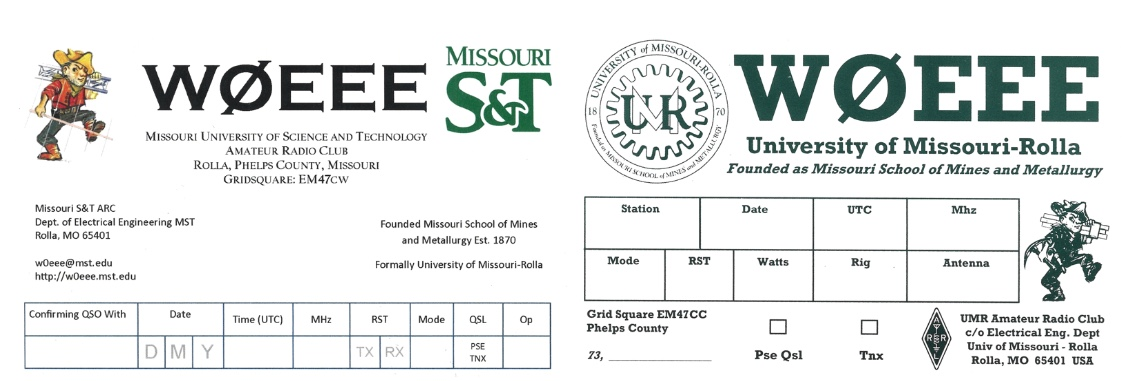
بطاقات تأكيد اتصال لمحطة راديو WØEEE

هناك 4 جمعيات نسائية و20 جمعية تجمع ما يزيد عن 125000 دولار سنويًا لصالح مختلف الأعمال الخيرية.
محطة راديو WØEEE هي محطة راديو (هواة) في الجامعة تأسست عام 1931 ويديرها نادي هواة الراديو، وهي من الأقدم من نوعها في جامعات الولايات المتحدة. يقع النادي في قاعة شركة إميرسون للكهرباء.

## خريجون بارزون

### مجال الأعمال
- جاك دورسي: مؤسس تويتر[97]
- فورست بريفوجل: رجل أعمال[98][99]
- ميخائيل إم. سيرز: رجل أعمال[100][101]
- إليس شورت: رجل أعمال[102]

### العلوم
- بروس إل. إدواردز: أكاديمي وكاتب
- هارولد جارنر: فيزيائي[103]
- روجر غاريسون: اقتصادي
- فريدريك هاوثورن: كيميائي[104][105]
- سكوت ر. وايت: مهندس

### الترفيه والرياضة
- براد سكوت: مدير فني[106]
- هاري ستيلا: لاعب كرة قدم أمريكية[107]
- ديك ثورنتون: لاعب كرة قدم أمريكية

### علوم الفضاء
- فاروق الباز[108]
- توماس أكيرز[109]
- جورج مولر (مهندس)[110][111]
- ساندرا ماجنوس[112]
- رونالد غريلي[113]